# Euphyia effusa
Euphyia effusa là một loài bướm đêm trong họ Geometridae.